# الکساندر ابوشهمتوف
الکساندر ابوشهمتوف (روسی: Александр Вениаминович Абушахметов؛ ۲۱ ژوئیهٔ ۱۹۵۴ – ۱۰ ژوئن ۱۹۹۶) ورزشکار شمشیربازی اهل اتحاد جماهیر شوروی سوسیالیستی بود.
وی در مسابقات کشوری و بین‌المللی در مجموع برندهٔ ۱ مدال برنز شده‌است.